# Dálvares
Dálvares is een plaats (freguesia) in de Portugese gemeente Tarouca en telt 621 inwoners (2001).